# Moi et ses ex
Pour plus de détails, voir Fiche technique et Distribution.
Moi et ses ex est un téléfilm français réalisé par Vincent Giovanni et diffusé le 16 juin 2011 sur M6.

## Synopsis
Alice tombe amoureuse d'un homme, avant de savoir qu'il est divorcé (3 fois) avec des enfants (3, soit 1 par mariage). Alice devra composer avec les ex-épouses de son compagnon, qui sont très présentes dans sa vie. La première le sollicite beaucoup financièrement (pour pouvoir agir sur le plan humanitaire), la seconde est toujours amoureuse de lui, quant à la troisième elle lui prend tout son temps, professionnellement, dans leur cabinet d'architecture... Alice est également mise à l'épreuve avec les enfants...

## Fiche technique
Source : IMDb, sauf mention contraire
- Titre original : Moi et ses ex
- Réalisateur : Vincent Giovanni
- Scénariste : Isabelle Alexis et Claire Lemaréchal
- Productrice : Nelly Kafsky
- Montage : Emmanuel Douce
- Société de production : M6 et Nelka Films
- Pays d'origine :  France
- Genre : Comédie
- Durée : 100 minutes (1h40)
- Date de diffusion : 16 juin 2011 sur M6

## Distribution
- Hélène de Fougerolles : Alice
- Jean-Yves Berteloot : Jean-Paul
- Claire Nebout : Marielle
- Carole Richert : Natacha
- Virginie Desarnauts : Caroline
- André Manoukian : Thierry
- Marie-Christine Adam : la mère d'Alice
- Alexis Gilot : Julien
- Assunta Papace : Camille
- Lorenzo Chiche : Théo
- Stéphanie Papanian : Isa
- Joan Titus : Béa
- Arsène Jiroyan : le gendarme
- Clément Brun: le gendarme stagiaire
- Christian Bianchi : le client